# Outerbanks Entertainment
Outerbanks Entertainment est une société de production américaine fondée le 29 juin 1995 par Kevin Williamson.
La société a son siège à Los Angeles, en Californie. Son nom fait référence aux origines de Williamson à Oriental, en Caroline du Nord.

## Filmographie

### Films
- 2005 : Cursed de Wes Craven
- 2005 : Venom de Jim Gillespie
- 2011 : Scream 4 de Wes Craven
- 2022 : Scream de Matt Bettinelli-Olpin et Tyler Gillett
- 2024 : The Exorcism de Joshua John Miller et M. A. Fortin

### Télévision
- 1998-2003 : Dawson (Dawson's Creek) (saisons 2 à 6)
- 1999 : Wasteland
- 2002 : L'Île de l'étrange (Glory Days)
- 2007 : Hidden Palms : Enfer au paradis (Hidden Palms)
- 2009-2017 : Vampire Diaries (The Vampire Diaries)
- 2011-2012 : The Secret Circle
- 2013-2015 : Following (The Following)
- 2014-2015 : Stalker
- 2017 : Time After Time
- 2018-2020 : Tell Me a Story